# ونون دوم
وُنُن دوم یا ونون دوم (یونانی باستان: ΟΝΩΝΗΣ، تلفظ: Onōnēs؛ لاتین: Vonones)، (اشک بیست و یکم) بیست و یکمین شاه ایران از خاندان اشکانی بود. وی در سال ۵۱ میلادی پس از مرگ گودرز دوم بر تخت پادشاهی نشست و پس از کمتر از یک سال پادشاهی را به پسرش بلاش سپرد.

## نام
نام ونون ریشه در زبان پارتی دارد و در لغت به معنی «پیروز» میباشد که توسط خاندان سلطنتی اشکانی استفاده شده است.

## تبار
ونون از شاخه حاکم خاندان سلطنتی اشکانی نبود. پدرش یک شاهزاده داهائی بود که به احتمال زیاد از مهرداد دوم پادشاه سابق اشکانیان (۱۲۴-۸۸ پیش از میلاد)   نشأت می گرفت، در حالی که مادرش دختر فرهاد چهارم بود. (۳۷-۲ پیش از میلاد). برادر ونون دوم، اردوان دوم پادشاه اشکانی بود.

## حکومت
ونون دوم از حدود سال ۱۱ پس از میلاد تا سال ۵۱ پس از میلاد، به عنوان پادشاه مدیا آتروپاتن، حکومت کرد، که از این دوره اطلاعات کمی درباره او وجود دارد.
ونون دوم پس از مرگ برادرزاده اش گودرز دوم، در سال ۵۱ پس از میلاد پادشاه امپراتوری اشکانی شد. با این حال، او چند ماه پس از سلطنت خود درگذشت و پسرش، بلاش یکم، جانشین او شد. تاسیتوس می نویسد که ونون دوم «نه موفقیت و نه شکستی را که قابل ذکر باشد در دوره حکومت خود نداشته است. دوره حکومت او کوتاه و فاقد اقتدار بود».

## فرزندان
ونون دوم ۳ پسر داشت که به ترتیب حکومت اشکانی، آتروپاتن ماد و ارمنستان را در دست داشتند: پاکور، بلاش یکم، و تیرداد یکم.

## سکه شناسی
اکثر سکه های بدست آمده از ونون دوم ضرب اکباتان هستند و با توجه به فراوانی آنها و دوره کوتاه پادشاهی او، احتمالاً مربوط به دوره حکومت او بر منطقه مدیا آتروپاتن هستند. بر روی سکه ها تصویر تمام رخ ونون با کلاه پارتی دیده می شود که در دو طرف آن دو ستاره قرار دارد. در پشت سکه ها همانطور که در اکثر سکه های اشکانی متداول است کماندار اشکانی (ارشک یکم) به سمت راست نشسته و عباراتی به خط لاتین در ستایش او در اطرافش دیده می شود.